# 임팩트 렌치

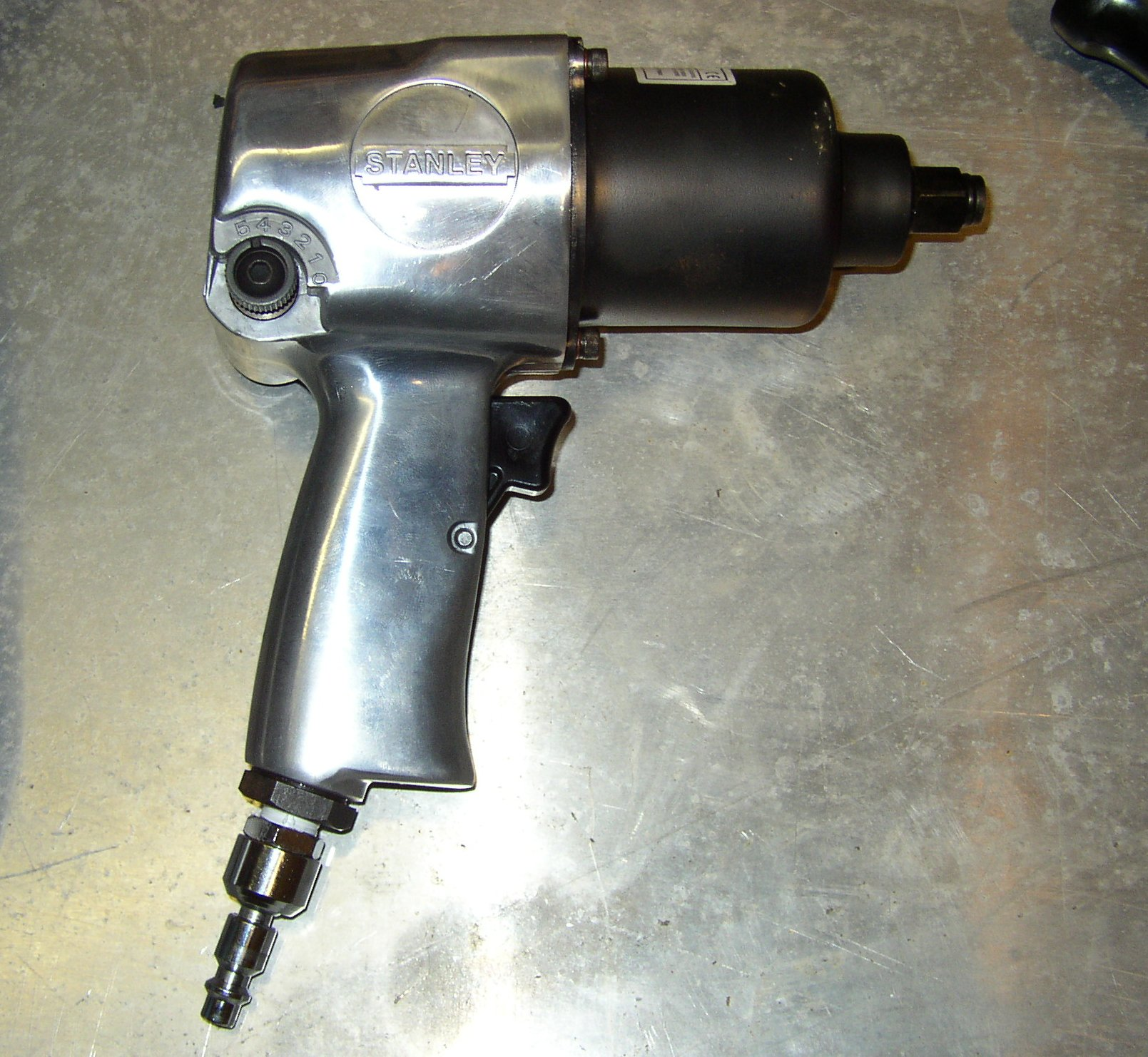

임팩트 렌치(impact wrench)는 이용자의 최소한의 힘으로 높은 돌림힘을 전달하는 소켓 렌치 파워툴이다. 회전하는 질량에 에너지를 저장한 다음 출력 샤프트에 전달하는 방식으로 동작한다. 인디애나주의 로버트 H. 포트(Robert H. Pott of Evansville)가 발명하였다.
압축공기가 가장 일반적인 전원 공급원이지만 전기나 수리의 힘도 사용되며 무선 전기 장치들은 2000년대 중반부터 대중화되고 있다.

## 같이 보기
- 소켓 렌치